# Alcides metaurus
Espèce
Synonymes
- Nyctalemon metaurus

Alcides metaurus est une espèce de lépidoptères de la famille des Uraniidae.